# Alte evangelische Kirche Buschbell

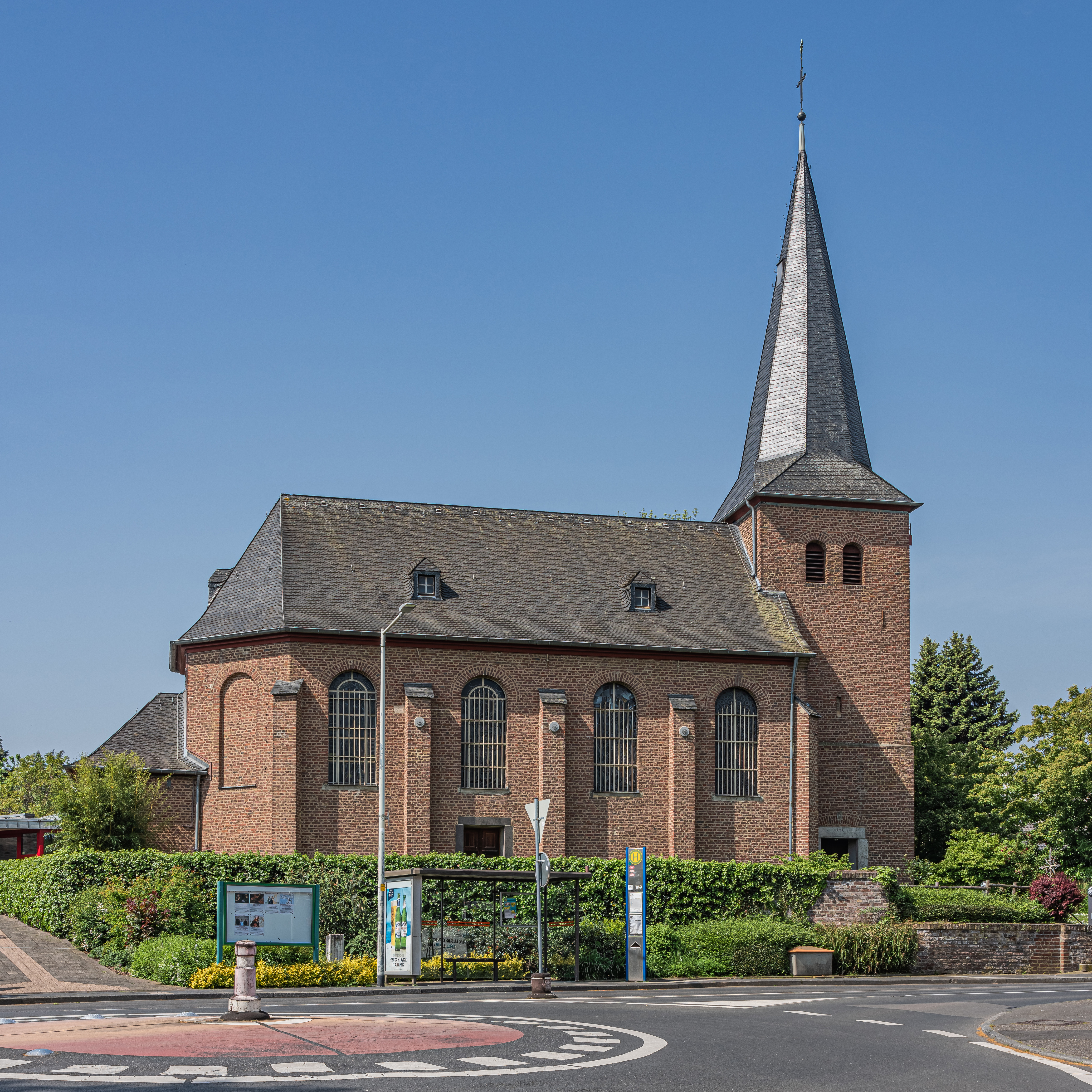
Außenansicht der Kirche

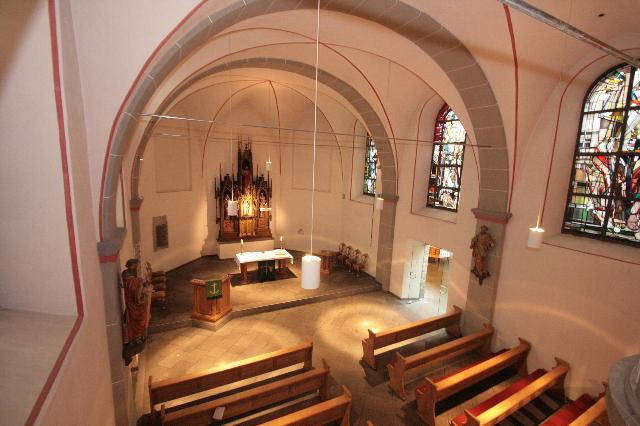
Integrative Begegnungszentrum in der ehemaligen Pfarrkirche Alt-St. Ulrich

Die Alte evangelische Kirche in Buschbell ist ein denkmalgeschütztes Kirchengebäude in Buschbell, einem Stadtteil von Frechen im Rhein-Erft-Kreis (Nordrhein-Westfalen).

## Geschichte und Architektur
Als Vorgängerbau ist eine Saalkirche, wohl aus dem 13. Jahrhundert, nachgewiesen. Um 1670 war dieser Bau so marode, dass eine umfassende Restaurierung, in Teilen sogar ein Neubau zur Diskussion stand. Diese Diskussion zog sich bis 1740 hin; die Kirche war mittlerweile so baufällig geworden, dass nur noch der Abriss blieb. Der Baumeister Johannes Kribben aus Brühl baute eine neue Kirche. Über dem Portal ist sie mit 1741 bezeichnet. Der Innenraum wurde 1875 neugotisch ausgemalt. Im Dritten Reich wurde die neugotische Ausstattung reduziert, die Wände wurden weiß gestrichen und die beiden Seitenaltäre entfernt. Die heutige Kirche unterstand ursprünglich dem Patrozinium des Hl. Ulrich und wurde bis 1964 als katholische Pfarrkirche genutzt. Danach hatte bis 1982 die evangelische Gemeinde Gastrecht; sie übernahm 1982 den stark renovierungsbedürftigen Bau und sanierte ihn von Grund auf. An die Südseite wurde ein Gemeindezentrum angebaut und mit der Kirche verbunden. 2007 zwangen wirtschaftliche Gründe die Gemeinde, die Kirche aufzugeben. Das Bauwerk und auch das angrenzende Gemeindehaus wurden von der Gold-Kraemer-Stiftung gekauft. Seit 2009 wird das Objekt sowohl für Gottesdienste beider Konfessionen genutzt und das Integrative Begegnungszentrum ist dort untergebracht.

## Ausstattung
- Von der Ausstattung des 19. Jahrhunderts sind zwei Glasgemälde in den Emporenfenstern erhalten.
- Für die sechs Fenster des Kirchenschiffs wurden von Georg Meistermann in der Zeit von 1941 bis 1944 Entwürfe erstellt. Hergestellt wurden die Fenster in der Werkstatt Wilhelm Derix in Düsseldorf. Wirtschaftliche und technische Probleme in der Nachkriegszeit bewirkten eine Produktionsverzögerung. Die beiden letzten Fenster wurden 1962 eingebaut.[1]
- Der geschnitzte neugotische Hochaltar ist von 1875. Er wird von Christus, dem Weltenrichter gekrönt.[2]